# Fokker M.5
Il Fokker M.5, identificato dall'Idflieg come Fokker A.II ed A.III, era un monomotore monoposto monoplano ad ala media realizzato dalla allora azienda tedesco imperiale Fokker-Fluzeugwerke nei primi anni dieci del XX secolo.
Il modello, come i velivoli sviluppati nello stesso periodo, non prevedeva alcun armamento e venne utilizzato dai reparti da ricognizione aerea della Luftstreitkräfte, la componente aerea del Deutsches Heer (l'esercito imperiale tedesco), durante la prima fase della prima guerra mondiale.
Da questo modello verrà in seguito sviluppato il famoso caccia Fokker E.I.

## Storia

### Sviluppo
Nel realizzare questo velivolo Anthony Fokker si ispirò all'aereo francese ad ala media, cioè posta sulla superficie superiore della fusoliera del velivolo, Mourane Saulnier H. Al posto della struttura in legno e tiranti Fokker preferì utilizzate dei tubi di acciaio saldati.
Il motore scelto per questo aereo era l'Oberursel, una versione prodotta su licenza del motore rotativo francese da sette cilindri prodotto dalla Gnôme. La potenza sviluppata era di circa 80 PS (60 kW).
I piani di coda ed il timone erano interamente mobili, non avendo una parte fissa.
Due furono le versioni realizzate: l'M.5L e l'M.5K. Differivano tra di loro per la lunghezza della fusoliera che nella versione K era più corta. Infatti la K derivava dalla parola tedesca Kurtz cioè corto.
L'M.5 si rivelò leggero, agile e capace di evoluzioni acrobatiche. Lo stesso Fokker lo pilotò a Johannisthal nel maggio e nel giugno del 1914 vincendo numerosi trofei.
L'Esercito tedesco acquistò una versione militarizzata dell'M.5L che designò A.II. Ne venne realizzata anche una versione biposto che era designata M.8 dalla Fokker e Fokker A.I dall'Esercito.

### Impiego operativo
I velivoli furono utilizzati durante la prima guerra mondiale, sia sul fronte occidentale che su quello orientale, dai reparti di osservazione e ricognizione aerea della Luftstreitkräfte e della k.u.k. Luftfahrtruppen, l'aeronautica militare dell'Impero austro-ungarico, nel primo periodo del conflitto.
All'inizio del 1915 furono ordinati cinque M.5K, designazione militare A.III, che prima di venire consegnati furono modificati montandovi una mitragliatrice dotata di un nuovissimo sistema di sincronizzazione che permetteva di sparare attraverso il disco dell'elica. Questi velivoli furono denominati Fokker E.I.

## Utilizzatori
Austria-Ungheria
- k.u.k. Luftfahrtruppen

 Germania
- Luftstreitkräfte